# 圓外切多邊形

圓外切多邊形。圖中的圓外切梯形即為一個示例

在幾何學中，圓外切多邊形是指每條邊都能與同一個圓相切的多邊形，其對偶多邊形為圓內接多邊形。所有三角形都是圓外切多邊形，但邊數大於或等於4的多邊形則不一定。在四邊形中，屬於圓外切多邊形的四邊形稱為圓外切四邊形，其性質亦是圓外切多邊形中較常被探討的議題之一。
所有三角形和正多邊形都是圓外切多邊形，而四邊形中較常被討論的圓外切多邊形包括了菱形和凸鷂形。

## 性質
若一多邊形，其角平分線皆共點，則該多邊形為圓外切多邊形，反之亦然，而其所有角平分線共點之點則為其內切圓圓心。

## 外部連結
- 埃里克·韦斯坦因. . MathWorld.